# 陳逸松 (律師)

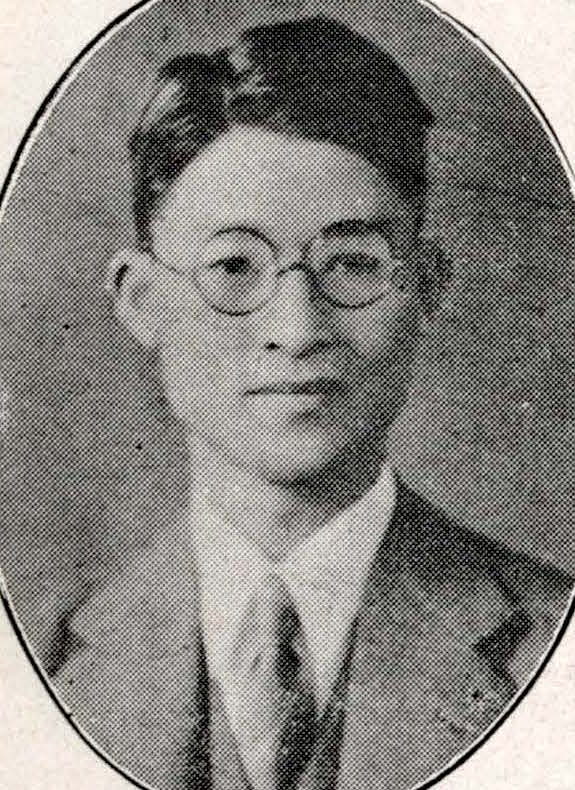
陳逸松

陳逸松（1907年12月7日—2000年7月5日），宜蘭廳羅東人，台灣文人、律師。

## 生平

### 日治時期
陳逸松出身宜蘭望族，祖父陳輝煌是與吳沙齊名的宜蘭開墾之祖。1920年羅東公學校畢業，十三歲時留學日本內地，1925年岡山二中畢業，1928年岡山第六高等學校畢業，1931年東京帝國大學法學部政治學科畢業，並獲文官高等試驗司法科合格，成為合格的辯護士（律師）。求學時期曾響應林獻堂、蔡培火倡導的議會請願運動，組織臺灣同學會，並擔任會長。1933年返臺，並於臺北大稻埕開設律師事務所。1935年臺灣總督府舉行第一屆市會及街莊協議會員選舉，以第四高票當選臺北市民選議員，時值日本政府推展「皇民化運動」，他為維護臺灣人的傳統文化，堅拒日本更改名字的要求。在廈門漢中路開設「陳逸松法律事務所」，是當時廈門唯一的台灣人辯護士。1941年任臺北辯護士會副會長。

### 戰後
1945年8月十15日，第二次世界大戰結束，中華民國國民政府一時尚無法派遣人員接收台灣。陳逸松因與軍統局少將陳達元是福建漳浦宗親，而且在廈門開設當時唯一的一間台灣人律師事務所，為當地人及台灣人爭取權益，富有人望。1945年9月初陳達元派遣台灣義勇隊副隊長張士德赴台接觸陳逸松，任命陳逸松組織三民主義青年團中央直屬台灣區團，以維持台灣社會安定、保護國家財產安全。1945年12月台灣義勇隊隊長李友邦返台，三青團改稱為三青團台灣支團部，由李友邦擔任部長，1946年三、四月間，陳逸松登報聲明正式離開三青團。1945年10月25日陳逸松與蘇新等人合組台灣政治經濟研究會，並創辦了戰後第一份白話文雜誌《政經報》；1946年8月，陳逸松當選國民參政會參政員，與林獻堂、丘念台等人合組臺灣光復致敬團至南京，見到國民政府主席蔣中正，胡宗南將軍等人。1947年，發生二二八事件，陳逸松受陳儀委託以參政員身份成立二二八事件處理委員會，並應眾人之邀起草「二二八事件處理委員會組織大綱」。在處委會與蔣渭川有領導權之爭。被陳儀列入二二八事件首謀名單，受到通緝；陳逸松在時任臺灣警備總司令部調查室主任陳達元的協助下，藏匿於陳達元家中，於3月14日左右由陳達元陪同去見陳儀，直接詰問陳儀為何委任他組織處委會卻又通緝他，終獲得陳儀同意解除通緝，遂逃過一劫。1948年3月國民參政會解散，參政員改任五院委員，陳逸松轉任考試院考試委員、1949年至1952年任中央銀行常務董事，其後離開公職，創辦厚生橡膠股份有限公司，任董事長等職務。
1964年，陳逸松以黨外身份與周百鍊、高玉樹競選台北市市長失利。當時政見中包括要求解除戒嚴法，與中國國民黨已顯然背道而馳。
| 1964年臺北市市長選舉結果                                        | 1964年臺北市市長選舉結果 | 1964年臺北市市長選舉結果 | 1964年臺北市市長選舉結果 | 1964年臺北市市長選舉結果 | 1964年臺北市市長選舉結果 |
| 號次                                                            | 候選人                   | 政黨                     | 得票數                   | 得票率                   | 當選標記                 |
| --------------------------------------------------------------- | ------------------------ | ------------------------ | ------------------------ | ------------------------ | ------------------------ |
| 1                                                               | 高玉樹                   | 無黨籍                   | 197,838                  | 53.10%                   |                          |
| 2                                                               | 周百鍊                   | 中國國民黨               | 176,117                  | 47.27%                   |                          |
| 3                                                               | 李建生                   | 無黨籍                   | 561                      | 0.15%                    |                          |
| 4                                                               | 陳逸松                   | 無黨籍                   | 3,322                    | 0.89%                    |                          |
| 5                                                               | 李鉎源                   | 無黨籍                   | 761                      | 0.20%                    |                          |
| 選舉人數                                                        | 選舉人數                 | 選舉人數                 | 516,761                  | 516,761                  | 516,761                  |
| 投票數                                                          | 投票數                   | 投票數                   | 379,538                  | 379,538                  | 379,538                  |
| 有效票                                                          | 有效票                   | 有效票                   | 372,599                  | 372,599                  | 372,599                  |
| 無效票                                                          | 無效票                   | 無效票                   | 6,939                    | 6,939                    | 6,939                    |
| 領取未投票                                                      | 領取未投票               | 領取未投票               | 50                       | 50                       | 50                       |
| 投票率                                                          | 投票率                   | 投票率                   | 73.46%                   | 73.46%                   | 73.46%                   |
| 資料來源：《臺北市志·卷三·政制志選舉篇》，黃振超，1987年，頁259 |                          |                          |                          |                          |                          |

1970年，因台北發生美國銀行爆炸案，遭到法務部調查局的審訊，自此家中常被搜索，並遭到限制出境。後因邱永漢說項1972年解除限制出境，以參加女兒婚禮為由離開台灣，至美國定居。陳逸松途經日本時，經當地僑領要求，寫了建言書，敘述台灣人在國民黨統治下備受壓迫的情況，並關心二二八之後逃離台灣前往中國人士的境遇，這份建言書後來輾轉送交至周恩來手中。周恩來派人帶話，經過當時在聯合國任職的郭松棻傳話，請他赴中國大陸訪問。
1973年4月，陳逸松由美國至中國大陸訪問，其後與周恩來數度深談，經周恩來邀請留在中國協助制憲工作。1975年1月當選為中华人民共和国第四屆全國人民代表大會臺灣省委員及人大常委、1978年2月當選為第五屆全國人民代表大會委員及人大常委，並擔任法制委員會委員。此期間曾參與中華人民共和國憲法、中華人民共和國刑法、中華人民共和國刑事訴訟法的修定，極力倡議各項有關人身保護及人權人道的法條，並主張「罪刑法定主義」。
1983年，陳逸松離開中國大陸，赴美定居，但仍擔任了兩屆政協常委，在法律及對台政策上提供建言。其口述歷史錄音帶現存於中央研究院及台南藝術大學，根據口述歷史撰寫的「陳逸松回憶錄」兩冊分別為林忠勝及曾健民撰述，上冊副題為「太陽旗下風滿樓」為前衛出版社出版，下冊副題為「放膽兩岸波濤路」，聯經出版社出版。
1994年，歷史學者李筱峰受臺灣學生會之邀到美國巡迴演講，在休士頓時接到陳逸松的電話要求見面。陳逸松表示他從未參加共產黨。在李筱峰離開之前，陳逸松再三叮嚀：「筱峰，你們少年人，要知影，中國國民黨和中國共產黨都一樣，臺灣人千萬不要聽信這兩個黨！」:178-180

## 家族
陳逸松共二房妻室。正室顏緹，出身基隆顏家，為顏雲年三女。長子志青，次子景仁，三子希寬，長女映雪，次女婉嬋，三女星吟。
二房林玲玉生有四女，長女文惠，次女綺紅，三女雲端，四女雪梨。
家族中，大房三子陳希寬為台灣獨立運動支持者，1971年曾任台獨聯盟副主席。大房長女陳映雪於1960年嫁給吳成文。二房長女陳文惠嫁給黃維幸（已離婚），次女陳綺紅嫁給溫啟邦，三女陳雲端（歿）為民進黨立委林濁水前妻，四女陳雪梨。
陳氏家族為宜蘭地區的大地主，在政治上與國民黨關係密切；家族中的著名地方政治人物有陳進東（前宜蘭縣長）與陳進富（前宜蘭縣議會議長），皆為陳逸松之堂兄弟。